# Remijia longifolia
Remijia longifolia là một loài thực vật có hoa trong họ Thiến thảo. Loài này được Benth. ex Standl. miêu tả khoa học đầu tiên năm 1931.